# Faraone tolemaico in basalto (A 28)
Il torso di un faraone tolemaico (A 28) è un'antica statua egizia in basalto nero, frammentaria, raffigurante un giovane e anonimo faraone della Dinastia tolemaica (XXXIII dinastia egizia), la quale governò l'Egitto ellenistico dal 323 al 30 a.C.

## Descrizione
Le gambe al di sotto del gonnellino, la mano destra, metà del braccio sinistro e il naso sono andati perduti; anche l'ureo regale (un cobra) che sormonta la fronte del sovrano è consumato dal tempo. Il faraone è ritratto secondo gli stilemi consolidati della statuaria regale egizia dei millenni precedenti: d'accordo con le antiche tradizioni, la sua posa è eretta e imperturbabile, con le braccia rigidamente aderenti ai fianchi e la gamba sinistra avanzata come per muovere un passo. Indossa un liscio copricapo nemes completato dall'ureo regale e un corto gonnellino. Il viso è morbido, la bocca piccola e "sorridente", le orecchie piuttosto estese e asimmetriche, gli occhi grandi e le sopracciglia ben delineate; il torso è atletico ma più morbido che muscoloso, il che suggerirebbe la giovane età del re.

## Ipotesi di datazione e identificazione
In base a considerazioni stilistiche è stato possibile appurare che l'opera è successiva al III secolo a.C., benché le rappresentazioni tolemaiche più tarde favorissero immagini corpulente dei sovrani, oltre a una bocca pesantemente piegata verso il basso in un'espressione "imbronciata" tipica del I secolo a.C. (presente, per esempio, in un colosso di Tolomeo II e in uno di Tolomeo XV Cesare). D'altronde, l'esecuzione disuguale della cinta del gonnellino e il pilastrino dorsale di forma piramidale, che si eleva al di sopra del bordo del copricapo, sono più tipici del I secolo a.C. La giovinezza del soggetto porterebbe ad ascrivere la statua a Tolomeo V (204–180 a.C.) faraone all'età di 6 anni, anche se la bocca minuta e gli occhi grandi sembrano più tipici della seconda metà del II secolo a.C. e più precisamente al tumultuoso regno di Tolomeo VIII (alternatamente 169–116 a.C.).

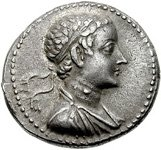
Tolomeo V.
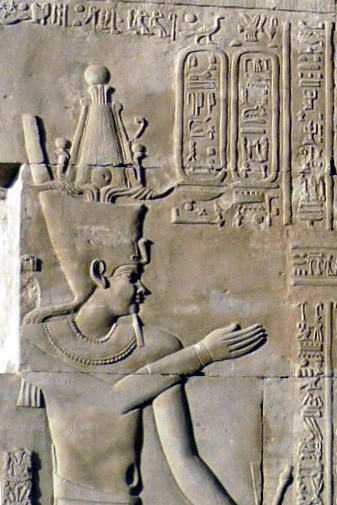
Tolomeo VIII. Tempio di Kôm Ombo.